# If You Love This Planet
If You Love This Planet é um filme-documentário em curta-metragem estadunidense de 1982 dirigido e escrito por Terre Nash. Venceu o Oscar de melhor documentário de curta-metragem na edição de 1983.